# Wang Xueqi
Wang Xueqi (cinese tradizionale: 王學圻; cinese semplificato: 王学圻; Pechino, 19 marzo 1946) è un attore e regista cinese.

## Biografia
Negli anni ottanta è salito alla ribalta recitando in alcune pellicole della Quinta Generazione di registi cinesi, titoli come Yellow Earth (1984) e The Big Parade (1986) di Chen Kaige, Samsara di Huang Jianxin e Codename Cougar (1989) di Zhang Yimou. In seguito è diventato noto come attore caratterista.
Negli ultimi anni del 2000 è apparso nelle pellicole vincitrici di premi Forever Enthralled (2008) e Bodyguards and Assassins (2009).
Nel 1998 Wang diresse anche una pellicola, Sun Bird, co-diretto dal collega e sceneggiatore Yang Liping. Il film vinse il Gran Premio Speciale della Giuria al Montreal World Film Festival.

## Filmografia

### Regista
- Sun Bird (太阳鸟), co-regia con Yang Liping (1998)

### Attore
- Terra gialla (黄土地), regia di Chen Kaige (1984)
- The Big Parade (大阅兵), regia di Chen Kaige (1986)
- Samsara (轮回) (1988)
- Daihao meizhoubao (代號美洲豹'), regia di Zhang Yimou (1989)
- Cradle on Wheels (带轱辘的摇篮) (1994)
- Giorni di sole cocente (阳光灿烂的日子), regia di Jiang Wen (1994)
- Country Teachers (凤凰琴 ), regia di He Qun (1994)
- Warrior Lanling (兰陵王) (1995)
- Sun Valley (日光峡谷), regia di He Ping (1995)
- Sun Bird (太阳鸟) (1998)
- Flag of the Republic (共和国之旗) (1999)
- To Be with You Forever (相伴永远 ) (2000)
- The Red Suit (红西服) (2000)
- Sun Flower (葵花劫) (2001)
- Warriors of Heaven and Earth (天地英雄), regia di He Ping (2003)
- Forever Enthralled (梅蘭芳), regia di Chen Kaige (2008)
- Wheat (麦田), regia di He Ping (2009)
- The Founding of a Republic (建國大業), (2009)
- Bodyguards and Assassins (十月圍城), regia di Teddy Chan (2010)
- Chongqing Blues, regia di Wang Xiaoshuai (2010)
- La congiura della Pietra Nera (剑雨), regia di Su Chao-pin e John Woo (2010)
- Sacrifice (赵氏孤儿), regia di Chen Kaige (2010)
- The Founding of a Party (建党伟业 ), regia di Huang Jianxin e Han Sanping (2011)
- A Disappearing Village (2011)
- Caught in the Web (搜索'), regia di Chen Kaige (2012)
- Iron Man 3, regia di Shane Black (2013)
- The Rooftop (天台), regia di Jay Chou (2013)
- Out of Inferno (逃出生天), regia dei Fratelli Pang (2013)
- The Intruder (2014)
- Helios (赤道), regia di Longman Leung e Sunny Luk (2014)
- Monk Comes Down the Mountain (道士下山), regia di Chen Kaige (2015)
- Skyfire (天·火), regia di Simon West (2019)

## Riconoscimenti
- Huabiao Film Awards 
  - Candidatura come Miglior attore per To Be With You Forever

- Golden Rooster Award 
  - candidatura come Miglior attore per To Be With You Forever